# Джелоус, Бенджамин
Бенджамин Тодд Джелоус (англ. Benjamin Todd Jealous; род.  18 января 1973)  — американский предприниматель, гражданский активист и бывший президент  и главный исполнительный директор  Национальной ассоциации по продвижению цветных людей (NAACP).

## Биография
Родился 18 января 1973 года в Пасифик Гров (Калифорния) и вырос на полуострове Монтерей. Его мать Энн — чернокожая. Она работала психотерапевтом, а в 2013 году совместно с Кэролин Хаскелл выпустила книгу «Единство судеб: Белые, разделившие горе расизма». Отец —  Фред Джелоус, белый мужчина   из Новой Англии. Он основал Сообщество прогрессивных мужчин и боролся за права людей с другим цветом кожи.  Как межрасовая пара, они были запрещены законом штата от вступления в брак в Мэриленде до 1967 года.
Бенджамин имеет степень бакалавра гуманитарных наук Колумбийского университета по политологии. Позднее он удостоился  Стипендии Родса для обучения в Оксфордском университете, где получил звание магистра в области сравнительных социальных исследований.
В возрасте 35 лет он стал самым молодым руководителем NAACP. Ему приписывают возрождение теряющей былое влияние организации.  The Washington Post в 2013 году назвала его «одним из самых известных лидеров в области гражданских прав».
В 2015 году Бен стал старшим партнёром в Kapor Capital, корпорации, занимающейся инвестициями в сферу  информационных технологий.
Джелоус одним из первых поддержал сенатора Берни Сандерса, когда тот объявил о своём участии в президентской гонке 2016 года. После выдвижения на пост Хиллари Клинтон он  выступил в пользу её кандидатуры на главный пост в стране.
31 мая 2017 года Бенджамин Джелоус объявил о своём участии в выборах губернатора штата Мэриленд в 2018 году. 26 июня победил на праймериз Демократической партии с программой, которую описывают как демократическую социалистическую.

## Личная жизнь
В 2002 году женился на Лиа Эпперсон, профессоре юридической школы. В 2014 году пара рассталась.

## Награды и звания
- Премия имени Джона Джея  Колумбийского университета за выдающиеся профессиональные достижения (2009)[8]
- Puffin / Nation Prize за гражданскую  активность (2012)[9]
- Человек года по версии Baltimore Sun (2103)[10]